# Loris Resinelli
Loris Resinelli (La Louvière, 9 maart 1992) is een Belgisch politicus voor Les Engagés.

## Biografie
Resinelli studeerde af als master in de politieke en de bestuurswetenschappen aan de UCL en werkte van 2016 tot 2024 als coördinator voor de begeleiding en het beheer van parochies en kerkfabrieken voor het bisdom Doornik. 
Hij werd politiek actief voor het toenmalige cdH, zoals Les Engagés voor 2022 heette. Eerst werd hij actief in de studentenafdeling edH, waarvan hij van 2013 tot 2014 politiek secretaris, van 2014 tot 2015 secretaris-generaal en van 2015 tot 2016 eventmanager was. Vervolgens belandde Resinelli bij jongerenafdeling Jeunes cdH. Van 2016 tot 2022 zetelde hij er in het nationaal bureau en van 2016 tot 2021 was hij voorzitter van de provinciale afdeling in Henegouwen.
Sinds januari 2015 is Resinelli gemeenteraadslid van de stad La Louvière en sinds 2018 is hij fractievoorzitter voor zijn partij in de gemeenteraad.
Bij de Waalse verkiezingen van juni 2024 stond hij als eerste opvolger op de lijst van Les Engagés in het arrondissement Zinnik-La Louvière. Sinds juli 2024 zetelt Resinelli in het Waals Parlement en het Parlement van de Franse Gemeenschap ter vervanging van François Desquesnes, die Waals minister werd.